# Jutta Steinruck

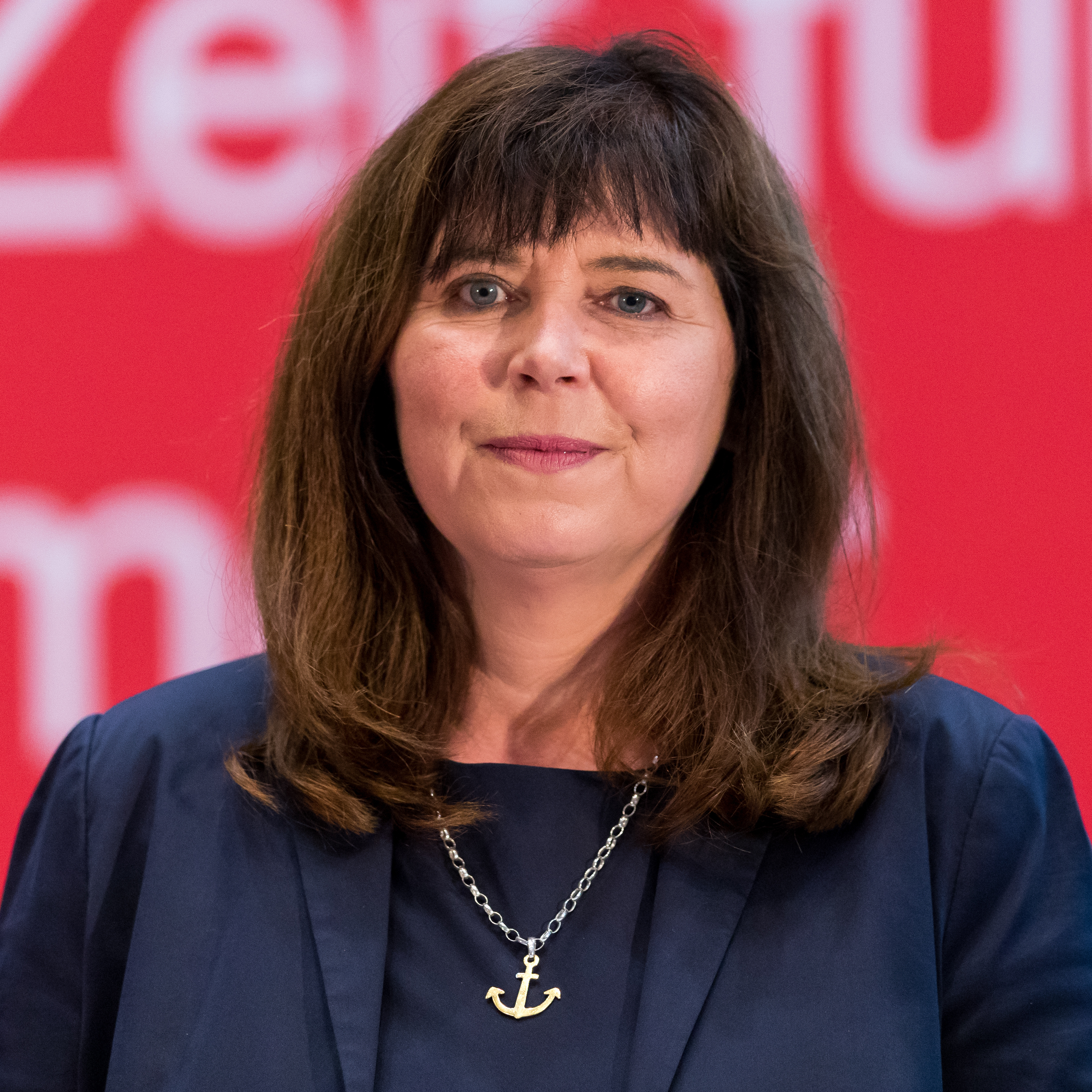
Jutta Steinruck (2017)

Jutta Steinruck (* 1. September 1962 in Ludwigshafen am Rhein) ist eine deutsche Politikerin (parteilos, bis 2023 SPD) und Gewerkschafterin. Sie war von 2009 bis 2017 Mitglied des Europäischen Parlaments in der Fraktion der Progressiven Allianz der Sozialdemokraten. Nachdem sie sich in einer Stichwahl hatte durchsetzen können, wurde sie am 1. Januar 2018 Oberbürgermeisterin von Ludwigshafen am Rhein.

## Leben und Beruf

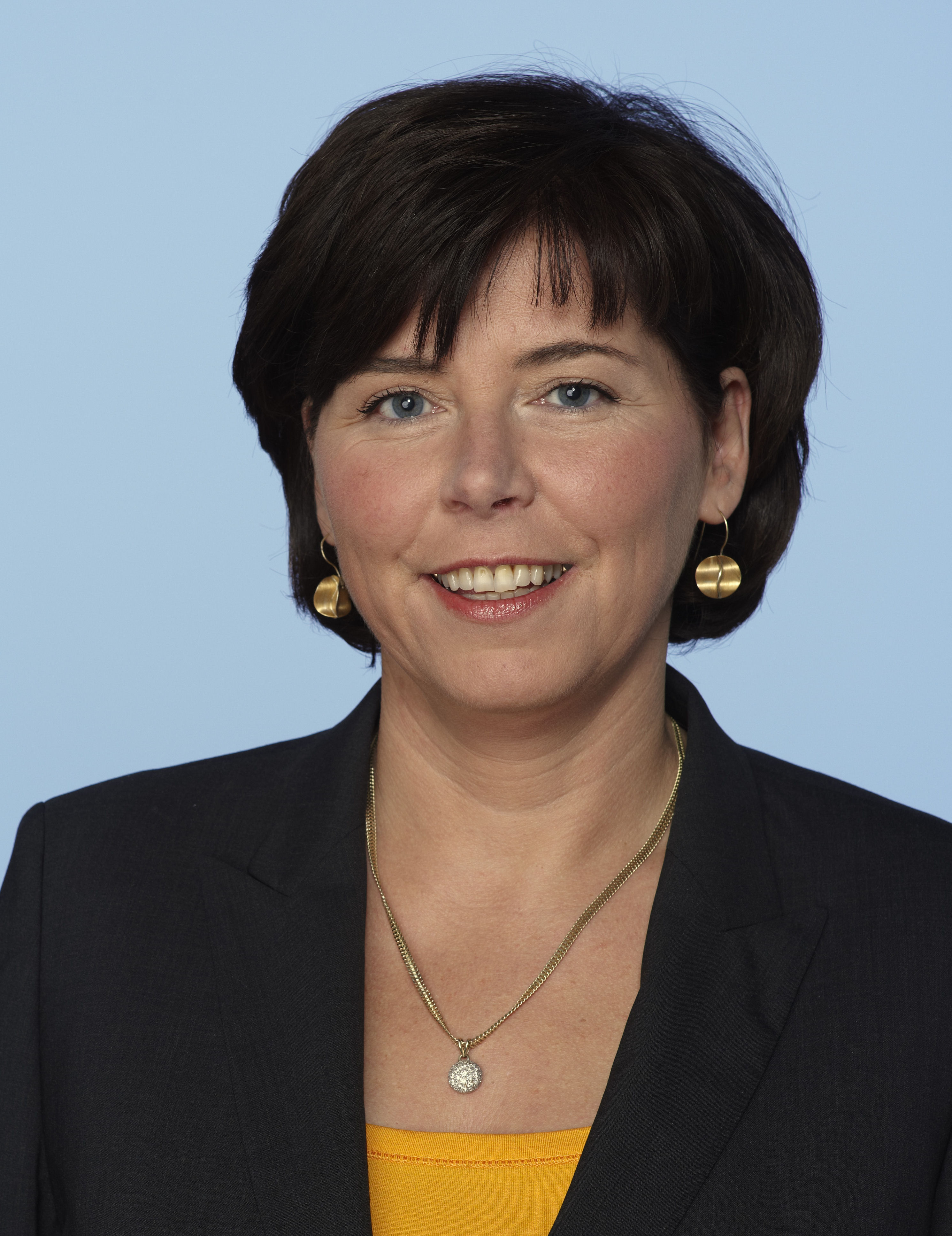
Jutta Steinruck (2008)

Nach dem Abitur studierte Steinruck Betriebswirtschaft an der Berufsakademie Mannheim und machte dort 1987 ihren Abschluss zur Diplom-Betriebswirtin (BA). Von 1987 bis 1988 war sie Personalsachbearbeiterin bei BBC AG (heute: ABB AG) in Mannheim. Von 1988 bis 1991 arbeitete sie als Leiterin der Abteilung Aus- und Weiterbildung bei der Firma PWA AG in Mannheim. Von 1991 bis 2004 war Jutta Steinruck Personalreferentin Recruiting bei der Bilfinger Berger AG in Mannheim und anschließend von 1994 bis 2004 Prokuristin der konzerneigenen AS Personalberatung GmbH. Von September 2004 bis 2011 war sie hauptamtliche Vorsitzende der Region Vorder- und Südpfalz des Deutschen Gewerkschaftsbundes (DGB).
Jutta Steinruck ist geschieden und hat einen erwachsenen Sohn. Sie ist Anhängerin der Handballmannschaft der TSG Friesenheim.

## Politischer Werdegang

### Kommunal- und Landespolitikerin
Von 1996 bis 2023 war Steinruck Mitglied der SPD. Sie hatte verschiedene Parteifunktionen inne und gehörte unterschiedlichen Parteigremien an. Steinruck war unter anderem Ortsvereinsvorsitzende, Mitglied im Landesvorstand der SPD-Arbeitsgemeinschaft für Arbeit (AfA), Mitglied im Landesparteirat der SPD Rheinland-Pfalz und Stadtverbandsvorstand SPD Ludwigshafen am Rhein.
Von 1999 bis 2009 war sie Stadträtin in Ludwigshafen am Rhein. Während ihrer Zeit als Stadträtin war sie stellvertretende Fraktionsvorsitzende, Pressesprecherin, Bildungspolitische Sprecherin und ehrenamtliche Fraktionsgeschäftsführerin der SPD-Stadtratsfraktion.
Von Mai 2006 bis Juli 2009 war Steinruck Abgeordnete des Landtags von Rheinland-Pfalz.
Von März 2013 bis November 2016 war sie Vorsitzende des SPD-Parteirats in Rheinland-Pfalz. Am 24. November 2018 wählte der Landesparteitag sie in den Landesvorstand der SPD Rheinland-Pfalz.

### Europapolitikerin

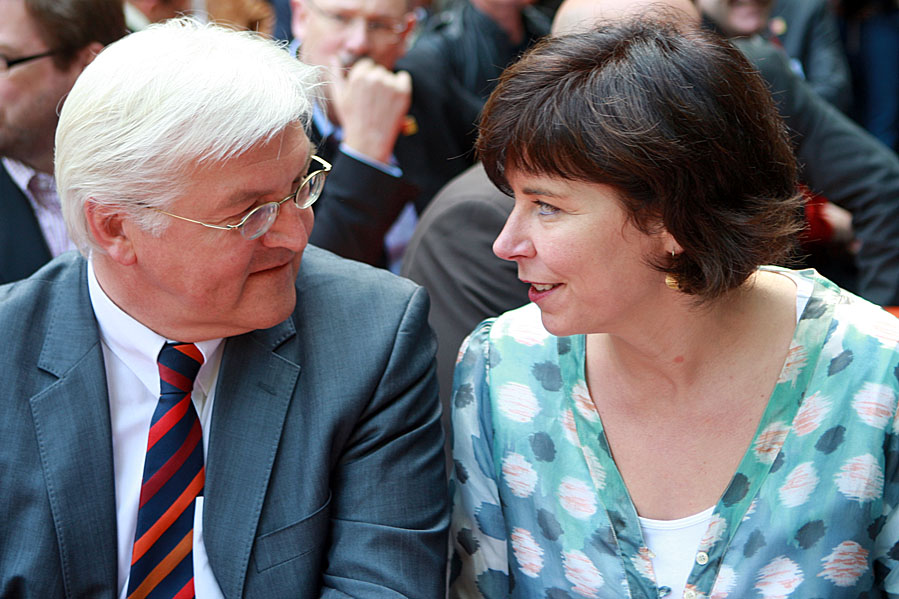
Jutta Steinruck mit Frank-Walter Steinmeier (2009)

Ab der 7. Wahlperiode (Juli 2009) war sie Abgeordnete des Europäischen Parlamentes und gehörte der Fraktion der Progressiven Allianz der Sozialisten und Demokraten (S&D) an. In der 8. Wahlperiode war sie für die Sozialdemokraten im Ausschuss für Beschäftigung und soziale Angelegenheiten(EMPL) und der Delegation für den Parlamentarischen Stabilitäts- und Assoziationsausschuss EU-Albanien. Stellvertretendes Mitglied war sie im Ausschuss für Binnenmarkt und Verbraucherschutz und der Delegation für den Parlamentarischen Stabilitäts- und Assoziationsausschuss EU-Montenegro. Ihre Arbeitsschwerpunkte waren Arbeitsmarkt- und Sozialpolitik, sie setzt sich besonders für ein sozialeres Europa ein. Seit Juli 2014 war sie Sprecherin/Koordinatorin der Europäischen Sozialdemokraten für Beschäftigungs- und Sozialpolitik. Steinruck war Mitglied der Europa-Union Parlamentariergruppe Europäisches Parlament. Innerhalb der Gruppe der deutschen Sozialdemokraten im Europäischen Parlament gehörte sie seit der 7. Legislaturperiode als Schatzmeisterin dem Vorstand an. Am 1. Januar 2018 folgte ihr Michael Detjen als EU-Abgeordneter nach.

### Oberbürgermeisterin von Ludwigshafen am Rhein

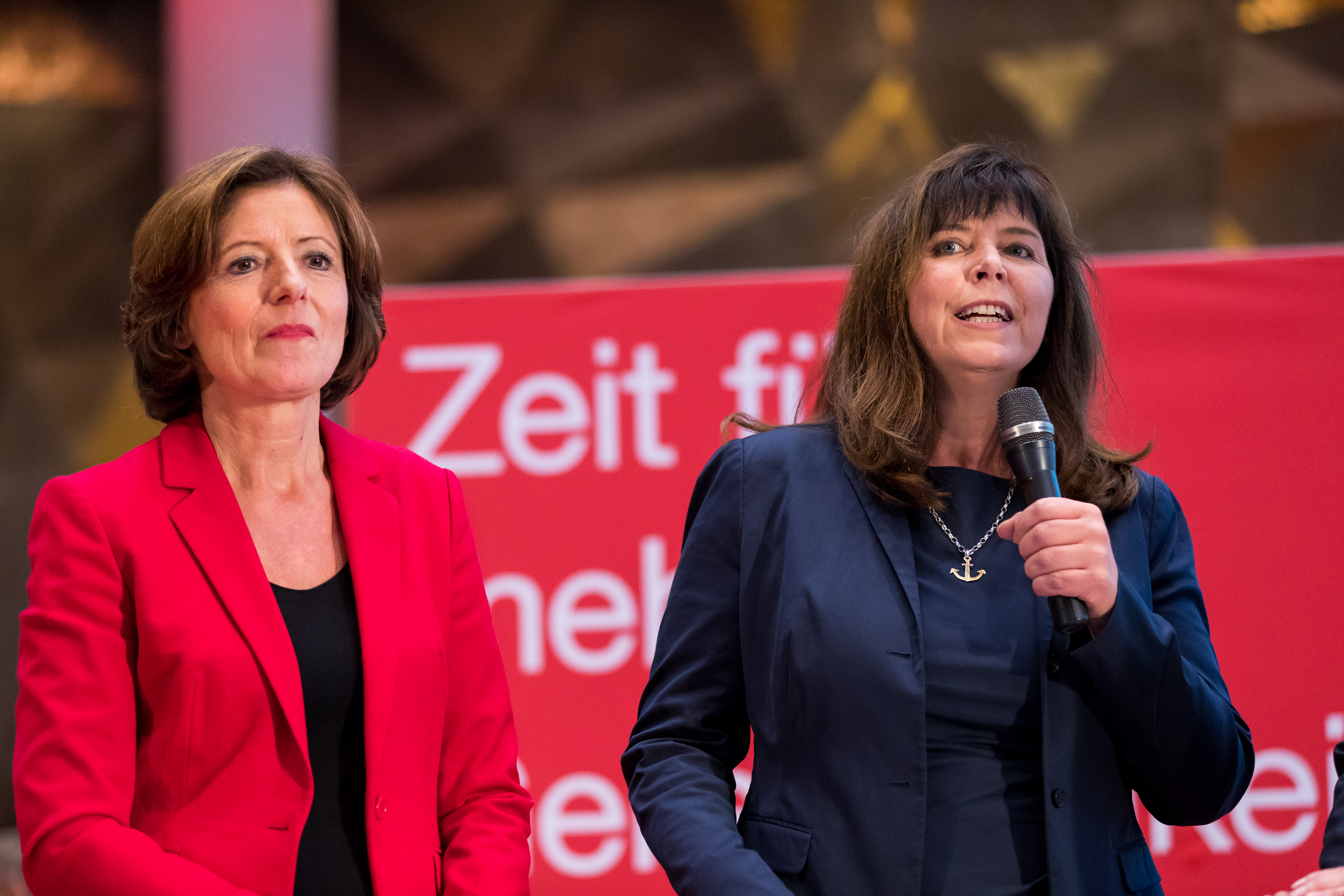
Jutta Steinruck mit Malu Dreyer im Oberbürgermeisterwahlkampf 2017

Im September 2016 gab Steinruck bekannt, dass sie bei den Wahlen am 24. September 2017 für das Amt des Oberbürgermeisters in Ludwigshafen am Rhein kandidieren wolle. Sie wurde dabei neben der SPD auch von Bündnis 90/Die Grünen, der Partei Die Linke, der FWG und der Piratenpartei Deutschland unterstützt. Ein großes Wahlkampfthema war die Wohnungsnot in Ludwigshafen. Steinruck versprach, sich dafür einzusetzen, dass 3000 neue Wohnungen bis zum Jahr 2025 in der Stadt gebaut werden.
Den ersten Wahlgang gewann sie mit 48,3 % der Stimmen, insgesamt traten vier Bewerber an. Die Stichwahl am 15. Oktober 2017 gewann sie mit 58,1 % gegen Peter Uebel (CDU) und trat das Amt der Oberbürgermeisterin von Ludwigshafen am Rhein in der Nachfolge von Eva Lohse am 1. Januar 2018 an.
Im Sommer 2023 trat Steinruck aus der SPD aus. Einige Tage nach der Bekanntgabe erklärte sie in einem Interview ihre Beweggründe. Demnach hänge ihr Austritt aus der SPD vor allem mit landes- und bundespolitischen Entwicklungen der Partei zusammen. Die Bildungspolitik der SPD sei eine besonders große Enttäuschung und „letztendlich der Tropfen, der das Fass zum Überlaufen gebracht“ habe. Darüber hinaus kritisierte sie die von der SPD-geführten Landesregierung eingeforderte Haushaltskonsolidierung, die für Ludwigshafen einem „sozialen Kahlschlag“ gleichkomme.
Die Partei insgesamt habe sich in den 27 Jahren ihrer Mitgliedschaft stark verändert. Beispielsweise kämen heute von Landes- und Bundesregierung im Gegensatz zu früher nur noch „finanzielle Daumenschrauben und bürokratische Bremsklötze.“
Im September 2024 kündigte sie an, bei der Oberbürgermeisterwahl 2025 nicht erneut zu kandidieren. Sie begründete diese Entscheidung mit mangelnden finanziellen Spielräumen, zu viel Bürokratie und persönlichen Anfeindungen.